# Folclore de Ucrania

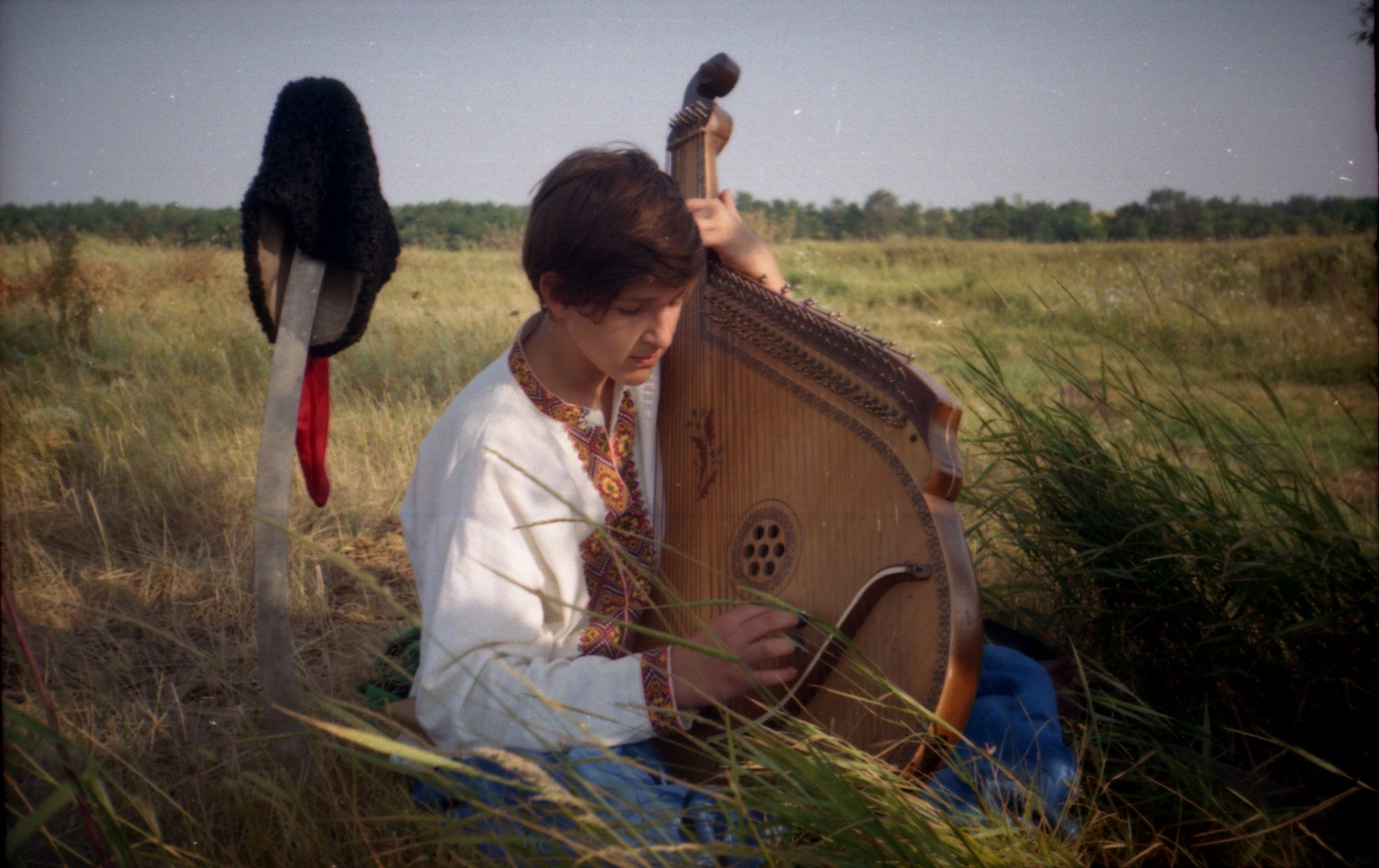

En el folclore de Ucrania, desde hace mucho tiempo predomina lengua escrita y el «orgullo nacional» de la intelectualidad de siglo XIX - siglo XX está basado en el folclore, en su riqueza, variedad y valor artístico, el cual difícil de comparar con las obras de las poetas modernos. 

## Canción ucraniana

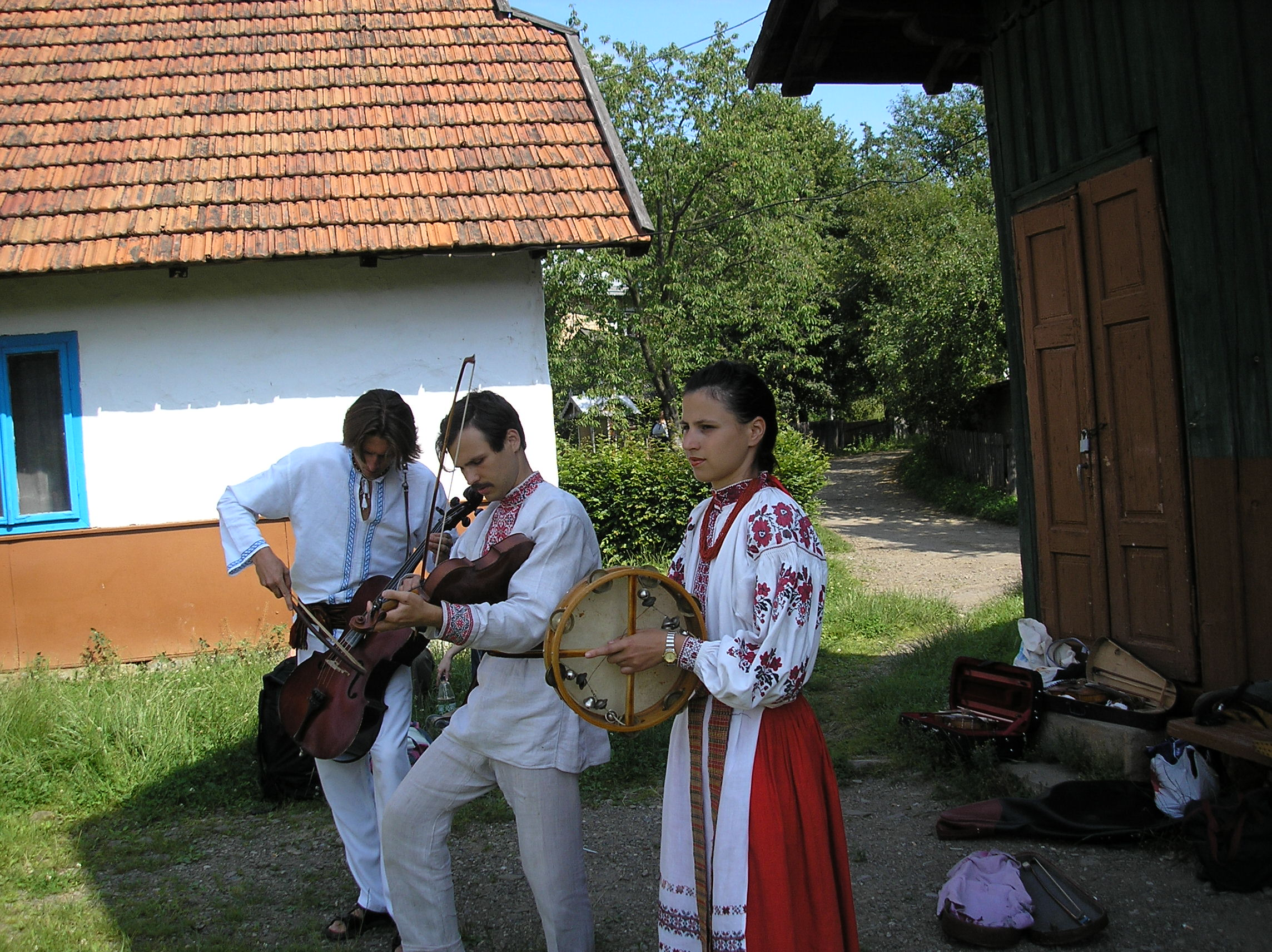

La canción ucraniana sobre todo ha tenido fama fuera del país. Gran cantidad de las menciones honoríficas desde el principio del siglo XIX han sido dadas por los representantes de diferentes nacionalidades y grupos étnicos. En la literatura rusa, la canción ucraniana ha tenido bastante influencia, como en Aleksandr Pushkin (que las ha usado en sus obras). Nikolái Gógol ha escrito: «Para Ucrania las canciones lo significan todo - poesía, historia, y la tumba de los padres». Nikolái Dobroliubov, en su artículo sobre el «Kobzar» de Tarás Shevchenko, ha subrayado: «Es bien conocido que en la canción ucraniana se manifiesta el pasado del país y el carácter presente; la canción allí es sagrada, es patrimonio de la vida ucraniana. En todo sector de la vida diaria domina la canción, se une con la canción, y la vida sin ella ya no es vida».
La canción ucraniana ha influido también en la literatura de Polonia, sobre todo en época del Romanticismo con (Malchevskiy, Goschinkiy, Svorank y Bogdan Zalesskiy).

## Primer período (hasta 1840 - 1850)
Ese período para los estudiosos del folclore de Ucrania se caracteriza por la nobleza romántica, similar a la recopilación y estudio de folclore en otros países. Han dado importancia primordial a la canción ucraniana. Las canciones para nobleza de esos tiempos significaba «antigüedad», «resonancia agonizante de armonía, que estaba resonando en las orillas del Dniéper». El primer recopilador fue Mykola Tsertélev y su libro «Experiencia de colección de las canciones antiguas de Pequeña Rusia», 1819. Los sueños de descubrir aquí una nueva Ilíada son irrealizables, porque del pasado, la gente solo se ha guardado las «ruinas».
Las ideas sobre el fenómeno de folclore y su historia en ese periodo, no ha limitado a las fantasías típicamente románticas del arte popular impersonal. El folclore era objeto del placer estético, pasión de coleccionar de antigüedades, suspiros del patriarcal modo de vida se va. En la literatura rusa de 1820 - 1830, estaba de moda el folclore de Ucrania, y se escribieron novelas fantásticas basadas en éste. Como, por ejemplo, las «Veladas en un caserío de Dikanka» de Nikolái Gógol, las «Melodías ucranianas» de Mykola Markévych o baladas ucranianas de Orest Sómov. Además, en ese periodo los escritores y poetas rusos se basaron en el folclore de Ucrania para crear sus obras, como Kondrati Ryléyev, Aleksandr Pushkin, etc.

## Segundo período

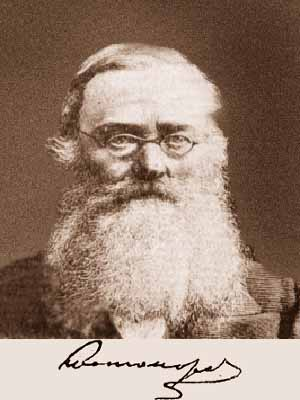
Nikolái Kostomárov

En el segundo período del folclore de Ucrania han influido las tendencias burguesas. Se presenta en la obra de Panteleymón Kulish «Notas sobre Rusia sureña», 1856 - 1857; Nikolái Kostomárov «tesis 
Sobre el significado histórico de la poesía popular rusa de 1843, J.Golovatskogo, I. Rudchenka, etc. Existía todavía una capa del romanticismo en el estudio del folclore, pero también se ha empezado una investigación más detallada, una más cuidadoso recopilación y publicación de textos. En sus «Notas sobre Rusia sureña», Panteleymón Kulish ha intentado introducir al lector en el ambiente, (donde hay monumentos poéticos populares); reunir y dar información sobre sus poseedores. Para Panteleymón Kulish, el folclore también es una antigüedad que se va, pero para el su ida - es un evento normal, causado por la expansión de la civilización, una conversión del pueblo a las filas de la intelectualidad. Nosotros, y lo popular, - ha escrito Panteleymón Kulish, - es lo mismo, pero el pueblo, con su folclore, representa en la vida intelectual un primer período de formación, y nosotros somos representantes del comienzo de ese nuevo período supremo».

## Tercer período
Las características típicas del tercer período del estudio de folclore son: 
- 1.- La transición a colectivo organizado del trabajo en el campo de la recopilación del folclore;
- 2.- La aplicación de los métodos de europeo occidentales (y ruso) a la ciencia del estudio de sus monumentos - "relativamente-históricos" e "históricos";
- 3.- El ahondamiento y el desarrollo de las tendencias nacionalistas que se demostraban ya en el segundo período.

El hecho más importante del tercer período fue la publicación de colección de los materiales etnográficos - «Trabajos de expedición etnográfico-estadística en la parte occidental de Rusia, enviada por la Sociedad Geográfica de Rusia»; materiales e investigaciones de Pavló Chubynsky 1872 - 1878. Esa, última publicación ha revelado la riqueza del folclore, comenzando por supersticiones, adivinanzas, proverbios y continuando por cuentos populares, calendario popular, poesía ceremonial (nupcial, funeraria), canciones (familiares, amorosas) y conocimientos etnográficos sobre minorías étnicas.